# Вентотене
Вентотене (італ. Ventotene) — муніципалітет в Італії, у регіоні Лаціо,  провінція Латина.
Вентотене розташоване на відстані близько 145 км на південний схід від Рима, 90 км на південний схід від Латини.
Населення — 741 особа (2014).

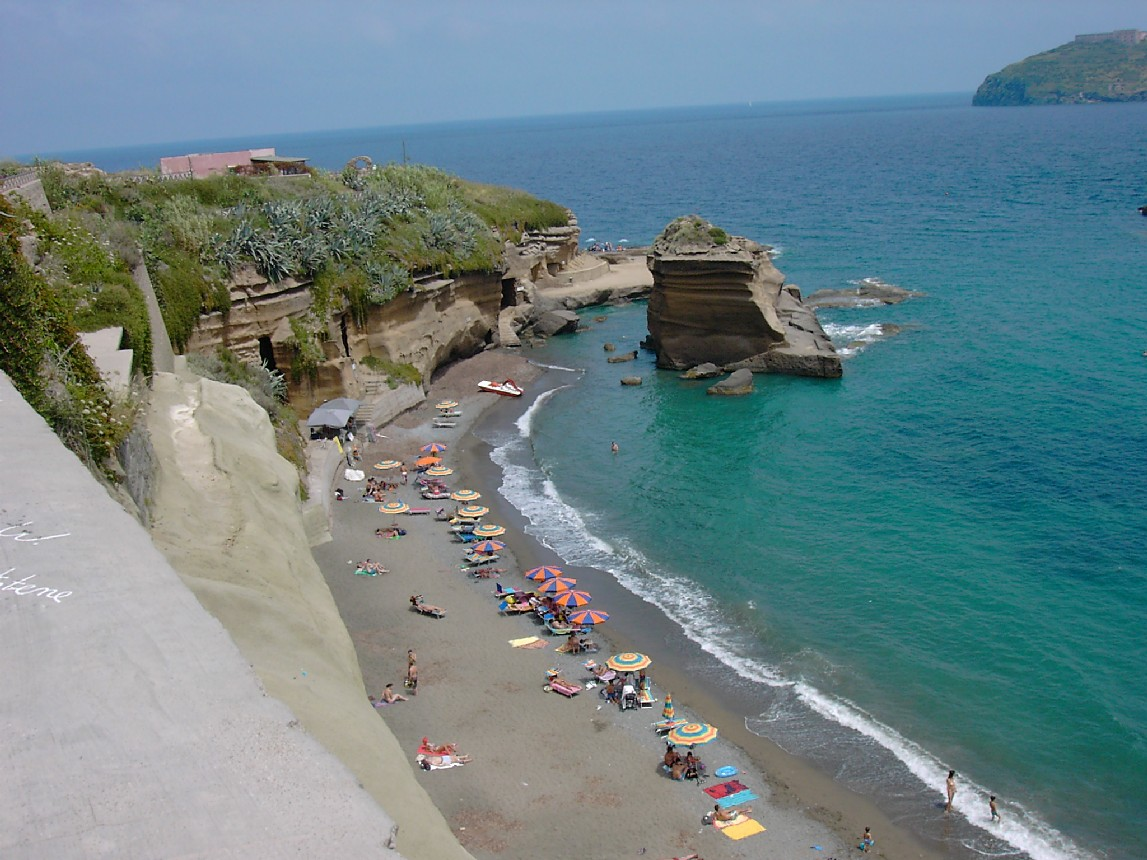

Щорічний фестиваль відбувається 20 вересня. Покровитель — Santa Candida.

## Демографія
Населення за роками:

Станом на 1 січня 2023 року в муніципалітеті офіційно проживало 60 іноземців з 14 країн, серед них 39 громадян країн Євросоюзу та 9 громадян України.